# Feng-sin
Feng-sin (čínsky pchin-jinem Fèngxīn, znaky zjednodušené 奉新, tradiční 奉新) je okres ležící na severu městské prefektury I-čchun v severovýchodní části provincie Ťiang-si Čínské lidové republiky. Rozloha okresu je 1642 km², roku 2010 měl 313 000 obyvatel.